# Coventry Carol
Coventry Carol är en julsång från 1500-talets Coventry. Det är den enda bevarade sången från ett mysteriespel med titeln "Pageant of the Shearmen and Tailors". Texten beskriver en kvinnas känslor inför vad som i Bibeln beskrivs som Herodes massmord på barn i jakten på den nyfödde Jesus.
Sångtextförfattaren är okänd, och den äldsta kända texten är nedtecknad av Robert Croo 1534, och det äldsta kända tryckta utgåvan av melodin är daterat till 1591.
Det enda existerande manuskript som fanns kvar i modernare tider förstördes vid en brand 1875.

## Text
Detta är en variant av texten – fler versioner förekommer.
Lully, lullay, Thou little tiny Child,
By, by, lully, lullay.
Lullay, Thou little tiny Child,
By, by, lully, lullay.

O sisters too, how may we do,
For to preserve this day.
This poor youngling for whom we do sing
By, by, lully, lullay.

Herod the king, in his raging,
Charged he hath this day.
His men of might, in his own sight,
All children young to slay.

That woe is me, poor Child for Thee!
And ever morn and day,
For thy parting neither say nor sing,
By, by, lully, lullay.

## Publikation
- Julens önskesångbok på svenska med text av Barbara Helsingius samt på engelska, 1997, under rubriken "Traditionella julsånger", angiven som "Engelsk julvisa" (1591).

## Media
MIDI-fil med sången i körarrangemang (fil)

### Fotnoter
1. ↑  Studwell, W. E. (1995). The Christmas Carol Reader. Haworth Press. pp. 15 ISBN 978-1560238720
2. ↑  Waltz, Bob (December 2000). Remembering the Old Songs: The Coventry Carol. Inside Bluegrass.